# Critical Velocity
Critical Velocity es un videojuego de carreras basado en misiones desarrollado y publicado por Namco para PlayStation 2. Fue lanzado el 13 de octubre de 2005, solo para el mercado japonés. Su título provisional fue Rune Chaser en 2004 antes de cambiarse inmediatamente a Critical Velocity.

## Jugabilidad
Critical Velocity presenta una variedad de misiones de historia y misiones libres. Completar misiones puede hacer subir el nivel Stormer, que puede desbloquear nuevos autos, áreas, piezas, etc.

### Misiones de historia
Aquí es donde tiene lugar la historia principal del juego, siguiendo las aventuras de Saul y Gordon, ya que solicitan personas necesitadas y llaman la atención de la policía de la ciudad, los Stormers rivales y las pandillas, luego se unen a los dos primeros y son atrapados en la gran conspiración de la ciudad. Las misiones de la historia van acompañadas de escenas animadas que no se pueden omitir si se ven por primera vez.

### Misiones libres
Las misiones libres sirven como misiones secundarias del juego, donde Saul y Gordon pueden hacer trabajos ocasionales como un servicio de taxi, misiones de rescate, entrega, entre otras cosas. Las misiones libres pueden otorgar al jugador piezas de automóviles RC, y es necesario que se recolecten siete de ellas. Las misiones libres también son una excelente manera de obtener créditos, que son necesarios para comprar cualquier artículo en las tiendas de automóviles de la UCF.

### Libre circulación
El jugador puede explorar la UCF a su voluntad. Sin embargo, tendrían que conducir despacio si quieren evitar a la policía. La policía puede ser una molestia, y cualquier parada repentina del vehículo del jugador hará que lo arresten fácilmente, quitando 30,000 créditos.